# Diura nanseni
Diura nanseni är en bäcksländeart som först beskrevs av Kempny 1900.  Diura nanseni ingår i släktet Diura och familjen rovbäcksländor. Arten är reproducerande i Sverige. Inga underarter finns listade i Catalogue of Life.